# Đảng Cộng sản Uzbekistan
Đảng Cộng sản Uzbekistan (tiếng Nga: Коммунистическая партия Узбекистана ; tiếng Uzbek: O'zbekiston Kommunistik Partiyasi) trước đó được gọi là Đảng Cộng sản (Bolshevik) Uzbekistan là đảng chính trị cầm quyền tại CHXHCNXV Uzbekistan, là một bộ phận của Đảng Cộng sản Liên Xô.
Ngày 14 tháng 9 năm 1991, Đảng Cộng sản Uzbekistan tách khỏi Đảng Cộng sản Liên Xô và giải thể ngày 3 tháng 11 cùng năm.

## Bí thư thứ nhất Đảng Cộng sản Uzbekistan
- Vladimir Ivanov (12/2/1925–1927)
- Kuprian Kirkizh (1927–4/1929)
- Nikolai Gikalo (4/1929–6/1929)
- Isaak Zelensky (6/1929–12/1929)
- Akmal Ikramov (12/1929–21/9/1937)
- Pyotr Yakovlev (21/9/1937–27/9/1937)
- Usman Yusupov (27/9/1937–5/4/1950)
- Amin Niyazov (7/4/1950–22/12/1955)
- Nuritdin Mukhitdinov (22/12/1955–28/12/1957)
- Sobir Kamolov (28/12/1957–15/3/1959)
- Sharof Rashidov (15/3/1959–31/10/1983)
- Inomjon Usmonxoʻjayev (3/11/1983–12/1/1988)
- Rafiq Nishonov (12/1/1988–23/6/1989)
- Islam Karimov (23/6/1989–3/11/1991)